# B’Day
A B'Day Beyoncé Knowles második szólóalbuma; 2006-ban jelent meg.

## Dallista

### Standard kiadás
1. Déjà Vu (Featuring Jay-Z) (Beyoncé Knowles, Rodney Jerkins, Delisha Thomas, Makeba, Keli Nicole Price, Shawn Carter) – 4:00
2. Get Me Bodied (Beyoncé Knowles, Solange Knowles, Kasseem "Swizz Beatz" Dean, Sean Garrett, Makeba, Angela Beyince) – 3:25
3. Suga Mama (Beyoncé Knowles, Rich Harrison, Makeba, Chuck Middleton) – 3:25
4. Upgrade U (Featuring Jay-Z) (Beyoncé Knowles, Solange Knowles, MK, Makeba, Sean Garrett, Angela Beyince, Shawn Carter, Willie Carter, Clarence Reid) – 4:32
5. Ring the Alarm (Beyoncé Knowles, Kasseem "Swizz Beatz" Dean, Sean Garrett) – 3:23
6. Kitty Kat (Beyoncé Knowles, Pharrell Williams, Shawn Carter, Makeba) – 3:55
7. Freakum Dress (Beyoncé Knowles, Rich Harrison, Angela Beyince, Makeba) – 3:20
8. Green Light (Beyoncé Knowles, Pharrell Williams, Sean Garrett) – 3:29
9. Irreplaceable (Beyoncé Knowles, Mikkel S. Eriksen, Tor Erik Hermansen, Espen Lind, Armund Bjorklund, Shaffer Smith) – 6:00
10. Resentment (Beyoncé Knowles, Walter W. Millsap III, Candice C. Nelson, Curtis Mayfield) – 4:41
Bónuszdalok
11. Creole (japán bónuszdal) – 3:52
12. Lost Yo Mind (előre megrendelésnél bónuszdal) (B. Knowles, K. Dean, S. Garrett)  – 3:51
13. Back Up (Circuit City bónuszdal) (R. Jerkins, B. Knowles) – 3:28

### Deluxe kiadás
CD
1. Beautiful Liar feat. Shakira (B. Knowles, M. S. Eriksen, T. E. Hermansen, A. Ghost, I. Dench) – 3:19
2. Irreplaceable – 3:47
3. Green Light – 3:30
4. Kitty Kat – 3:55
5. Welcome to Hollywood (S. Carter, R. Perry, S. Smith, B. Knowles) – 3:18
6. Upgrade U feat. Jay-Z – 4:33
7. Flaws and All (S. Smith, S. Taylor, B. Knowles, S. Knowles) – 4:08
8. Still in Love (Kissing You) – 4:36
9. Get Me Bodied (Extended Mix) – 6:19
10. Freakum Dress – 3:21
11. Suga Mama – 3:25
12. Déjà Vu feat. Jay-Z – 4:00
13. Ring the Alarm – 3:23
14. Resentment – 4:42
15. Listen – 3:39
16. World Wide Woman (B. Knowles, S. Garrett, Makeba, L. Daniels, A. Beyince) – 3:42
17. First Time (Best Buy bónuszdal)(B. Knowles, P. Williams, C. Hugo) – 4:19
18. Check on It Featuring Slim Thug & Bun B (B. Knowles, K. Dean, S. Garrett, A. Beyincé, S. Thomas) – 3:30
19. Amor Gitano (duett Alejandro Fernándezzel) – 3:48
20. Beautiful Liar (Remix) (duett Shakirával) – 3:01

DVD

B'Day Anthology
1. Beautiful Liar (Shakirával) – 3:34
2. Irreplaceable – 4:17
3. Kitty Kat – 1:03
4. Green Light – 3:31
5. Upgrade U featuring Jay-Z – 4:38
6. Flaws and All – 4:14
7. Get Me Bodied (Extended Mix) – 6:42
8. Freakum Dress – 3:21
9. Suga Mama – 3:37
10. Déjà Vu featuring Jay-Z – 4:06
11. Ring the Alarm – 3:33
12. Listen – 3:49